# Pietro Pernigotti
Pietro Pernigotti (1781 – 1855) è stato un politico italiano.

## Biografia
Ingegnere, fu Deputato del Regno di Sardegna nella I legislatura, eletto nel collegio di Tortona.